# بنهو
قرية بنهو هي إحدى القرى التابعة لمركز طهطا بمحافظة سوهاج في جمهورية مصر العربية. حسب إحصاءات سنة 2006، بلغ إجمالي السكان في بنهو 11181 نسمة، منهم 5925 رجل و5256 امرأة.